# Komšić
Komšić är ett samhälle i Bosnien och Hercegovina.   Det ligger i entiteten Federationen Bosnien och Hercegovina, i den centrala delen av landet, 80 km norr om huvudstaden Sarajevo. Komšić ligger 392 meter över havet och antalet invånare är 310.
Terrängen runt Komšić är lite kuperad. Närmaste större samhälle är Zavidovići, 8,2 km sydost om Komšić. 
I omgivningarna runt Komšić växer i huvudsak lövfällande lövskog. Runt Komšić är det ganska tätbefolkat, med 93 invånare per kvadratkilometer.